# Гидравлические транспортирующие установки
Гидравлические транспортирующие установки — машины непрерывного транспорта, предназначенные для транспортирования насыпных грузов в струе жидкости. 
В качестве транспортирующей жидкости как правило используется вода. Смесь воды с насыпным грузом называется пульпой или гидросмесью, а трубопроводы, по которым транспортируется пульпа, — пульпопроводами. 
Гидравлические транспортирующие установки применяются, например, в горном деле для транспортирования угля, руды и др.

## Преимущества
- большая производительность;
- большая длина пульпопроводов;
- возможность транспортирования по сложной пространственной траектории;
- простота конструкции;
- удобство и низкая стоимость эксплуатации.

## Недостатки
- ограничения крупности транспортируемых кусков;
- возможность замерзания пульпы зимой.